# فيريو-لو-بوتي (أين)
فيريو-لو-بوتي (بالفرنسية: Virieu-le-Petit)‏ هي بلدية فرنسية تقع في إقليم الأين في فرنسا. رمز إنسي لها هو:1453. أما الرمز البريدي لها فهو: 1260. في 1 يناير عام 2019، دُمجت ضمن بلدية أرفيير-أون-فالرومي المستحدثة.